# Eupithecia lepsaria
Eupithecia lepsaria är en fjärilsart som beskrevs av Otto Staudinger 1882. Eupithecia lepsaria ingår i släktet Eupithecia och familjen mätare. Inga underarter finns listade i Catalogue of Life.